# 上田薫 (画家)
上田 薫（うえだ かおる、UEDA, Kaoru、1928年〈昭和3年〉 - ）は、日本画家。東京都代々木出身。妻は上田 葉子。日本のスーパーリアリズムの第一人者である。ただし、上田自身は自らの作風は抽象絵画であり、リアリズムとは大きく異なると語っている。
代表作は、中学校や高等学校の美術の教科書にも掲載された割れた生玉子の殻から中身が落ちる瞬間を描いた作品である。ほかにもスプーンですくい取られたアイスクリーム、シャボン玉、水の流れといった作品も高く評価されている。

## 来歴
1928年（昭和3年）東京都出身。医学部受験に失敗した時期に富永惣一と出会い、東京藝術大学に進学する。1954年（昭和29年） 東京藝術大学絵画科油画専攻を卒業。
1956年（昭和31年） MGM社ポスター国際コンクールで国際大賞受賞。この後、グラフィックデザイナーとして活躍し、10年ほど絵画から遠ざかる。1975年（昭和50年）第11回現代日本美術展で東京国立近代美術館賞受賞、第10回ジャパン・アート・フェスティバルで優秀賞受賞。1976年（昭和51年）第12回現代日本美術展で群馬県立近代美術館賞受賞。
1985年（昭和60年）茨城大学教育学部教授（- 1992年）、1992年（平成4年）山野美容芸術短期大学教授（- 1999年）、1999年（平成11年）同大学客員教授（- 2016年）。
2023年 高松市美術館会館35周年記念　上田薫展

## 著書
- 『上田薫画集』求龍堂、2018年[4][5]